# Turnu Măgurele
Turnu Măgurele – miasto w południowej Rumunii, w okręgu Teleorman, położone na Nizinie Wołoskiej, przy ujściu Aluty do Dunaju. W 2011 roku miasto liczyło 24.772 mieszkańców. W Turnu Măgurele rozwinął się przemysł chemiczny, materiałów budowlanych, spożywczy, drzewny. Miasto ma port rybacki.
Podczas trzęsienia ziemi w 1977 roku w Turnu Măgurele ucierpiały zakłady chemiczne.